# Robert Rossen
Robert Rossen (New York, 16 marzo 1908 – Hollywood, 18 febbraio 1966) è stato un regista, sceneggiatore e produttore cinematografico statunitense.

## Biografia

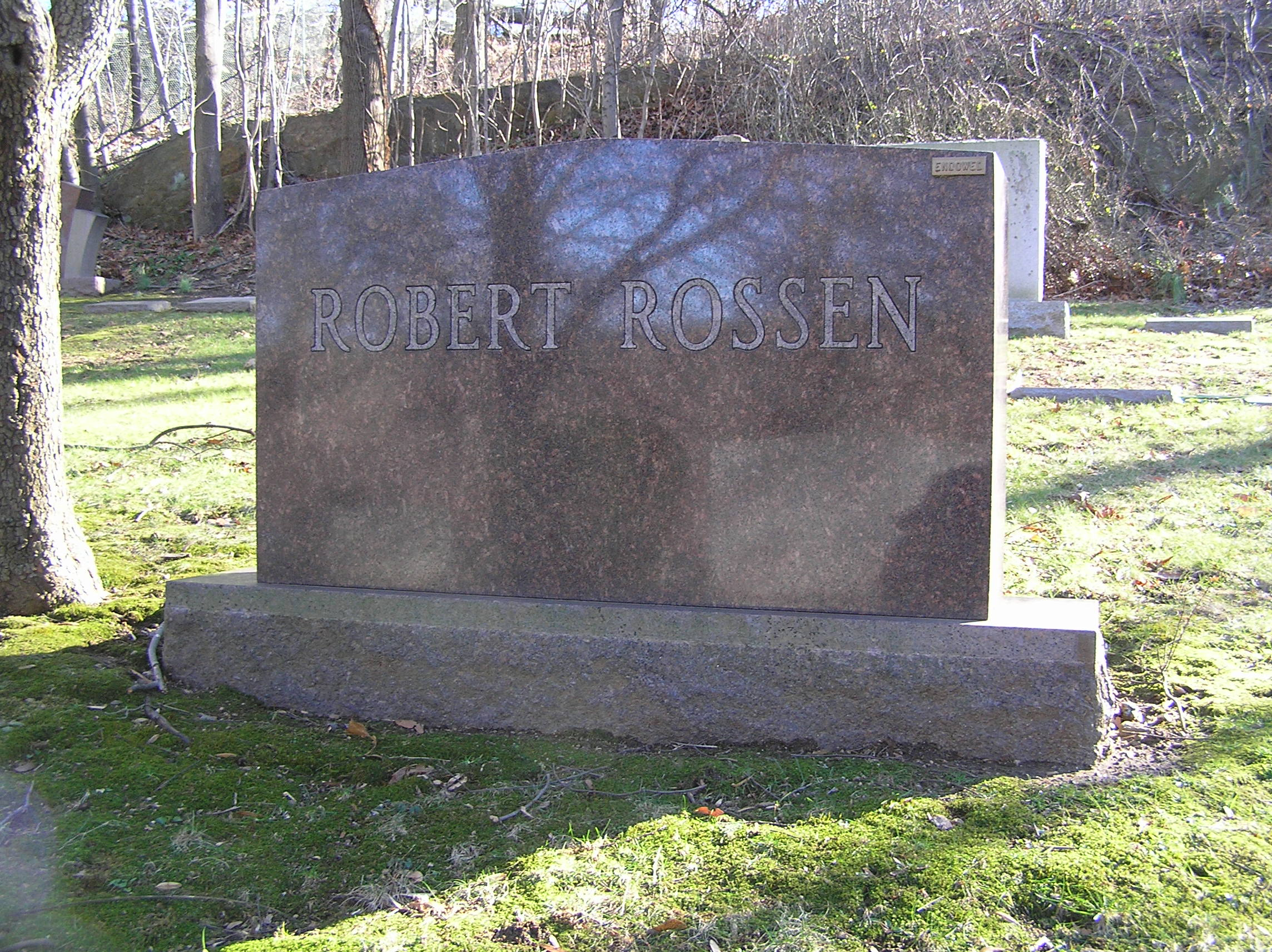
La tomba di Rossen

Cominciò a lavorare come regista teatrale a Broadway, per poi passare al cinema dove inizialmente operò come soggettista e sceneggiatore.

## Il cinema
Esordì come regista nel 1947, firmando in rapida successione due pellicole: A sangue freddo, ma soprattutto Anima e corpo, incentrato sul mondo della boxe e del racket, con protagonista John Garfield, che fu candidato al premio Oscar. Emerge già in questo film, che vinse un Oscar per il miglior montaggio, la predilezione del regista per i temi a carattere sociale.
Nel 1949 diresse Tutti gli uomini del re, una violenta denuncia contro la corruzione dilagante nella classe politica e amministrativa degli Stati Uniti. Il film vinse l'Oscar come miglior film e per le interpretazioni di Broderick Crawford e Mercedes McCambridge, mentre lo stesso Rossen ebbe la nomination.
Fu un grande successo di critica pure il successivo Fiesta d'amore e di morte (1951), forse il più bel film di Hollywood sulla corrida e sentita denuncia della tauromachia.

## La fuga dagli USA
Ma il maccartismo imperava e Rossen, caduto in disgrazia, fu in pratica costretto a lasciare gli Stati Uniti. Nel 1954 diresse in Italia Mambo, film che si fa ricordare quasi esclusivamente per la presenza della prorompente Silvana Mangano. Decorosa la sua incursione nel genere storico allora in gran voga: Alessandro il Grande (1956) con Richard Burton.

## Lo spaccone
Dopo le pellicole L'isola nel sole (1957) e Cordura (1959), Rossen ritrovò  lo smalto con Lo spaccone (1961). Tratto da un romanzo di Walter Tevis ed interpretato da un Paul Newman in splendida forma, è un apologo amaro sull'America condotto narrando la storia di "Fast" Eddie Felson, giocatore professionista di biliardo preso da una smania di vincere così forte che lo porta inesorabilmente ad essere un perdente. Ebbe nove candidature all'Oscar (fra cui anche quella di Rossen per la miglior regia) vincendone due per la fotografia e la scenografia. Lo spaccone è rimasto saldamente nella memoria ed è un vero "cult" per il mondo che ruota attorno al gioco del bilardo. Newman riprenderà il ruolo di un Felson invecchiato nel film Il colore dei soldi (1986) di Martin Scorsese, che gli varrà l'Oscar come miglior attore protagonista.
Nel 1964 un altro pregevole film, Lilith - La dea dell'amore, un sentito e sofferto racconto di un amore sbocciato in una clinica per malattie mentali. Jean Seberg e Warren Beatty furono diretti con efficacia ed offrirono un'ottima interpretazione. Fu l'ultima opera del regista newyorkese.
Morì nel 1966 a soli 58 anni di età.

## Filmografia

### Sceneggiatore
- Le cinque schiave (Marked Woman), regia di Lloyd Bacon (1937)
- Il lupo dei mari (The Sea Wolf), regia di Michael Curtiz (1941)

### Regista
- A sangue freddo (1947)
- Anima e corpo (1947)
- Tutti gli uomini del re (1949)
- Fiesta d'amore e di morte (1951)
- Mambo (1954)
- Alessandro il Grande (1956)
- L'isola nel sole (1957)
- Cordura (1959)
- Lo spaccone (1961)
- Lilith - La dea dell'amore (1964)